# نبرد بردیانسک
نبرد بردیانسک درگیری نظامی بین نیروهای مسلح روسیه و نیروهای مسلح اوکراین در جریان حمله خرسون در غالب یورش روسیه به اوکراین در سال ۲۰۲۲ بود. نیروهای روسی از جبهه جنوبی که برای کمک به محاصره ماریوپل در حرکت بودند، شهر بندری بردیانسک را تصرف کردند.

## پیش‌زمینه
پس از تصرف ملیتوپل توسط نیروهای روسی، آنها به سمت شمال شرقی به سمت توکماک که آن را تحت محاصره قرار دادند، و به سمت شرق به سمت بردیانسک در مسیر ماریوپل، جایی که نیروهای روسی در حال حرکت از جمهوری خلق دونتسک بودند حرکت کردند.

## نبرد
در ۲۶ فوریه، نیروهای روسی بندر بردیانسک و فرودگاه بردیانسک را تصرف کردند.
در ۲۷ فوریه، وزارت دفاع روسیه اعلام کرد که بردیانسک را محاصره کرده‌است. عصر همان روز، حدود ساعت ۱۸، گزارش شد که سربازان روسی وارد شهر شده‌اند. حوالی ساعت ۲۲:۰۰، اولکساندر سوییدلو، شهردار بردیانسک، اعلام کرد که نیروهای روسی کنترل تمام ساختمان‌های اداری را به دست گرفته‌اند. سامانه‌های موشکی بوک روسی نیز در بردیانسک مشاهده شد.
در ۲۸ فوریه، اداره ایالتی منطقه‌ای گزارش داد که نیروهای روسی کنترل بردیانسک را به دست گرفتند و اداره پلیس شهر منحل شد و مقامات شهر ظاهراً از همکاری با روس‌ها خودداری کردند. وزارت دفاع روسیه تأیید کرد که نیروهای روسی شهر را تصرف کرده‌اند. در جریان این درگیری، مقامات محلی گزارش می‌دهند که یک نفر کشته و یک نفر دیگر زخمی شده‌است.